# Feng huang qin
Feng huang qin é um filme de drama chinês de 1993 dirigido e escrito por . Foi selecionado como representante da China à edição do Oscar 1994, organizada pela Academia de Artes e Ciências Cinematográficas.

## Elenco
- Li Baotian - Yu
- Ju Xue - Zhang Yingzi
- Wang Xueqi - Sun Shihai
- Xiu Zongdi